# 桑原善吉 (10代)
10代 桑原 善吉（くわばら ぜんきち、1858年9月20日（安政5年8月14日）- 1934年（昭和9年）4月30日）は、明治から昭和前期の実業家、政治家。貴族院多額納税者議員。旧姓・林。

## 経歴
美濃国加茂郡太田村（岐阜県加茂郡太田町を経て現美濃加茂市）で素封家・林市郎兵衛の二男として生まれ、のちの岐阜市玉井町の材木商・9代桑原善吉の婿養子となる。1889年（明治22年）7月、家督を相続した。
家業の材木商「桑善」を営む。1877年（明治10年）10月に創立した第十六国立銀行（後の十六銀行）の経営に参画し、重役を経て頭取に就任した。また、岐阜電気取締役、岐阜貯蓄銀行頭取、岐阜材木同業組合長、第4代岐阜商業会議所会頭、岐阜県地方森林会議員などを務めた。
政界では1877年以降、岐阜県会議員、岐阜市会議員を務めた。1921年（大正10年）9月、補欠選挙で貴族院多額納税者議員に互選され、同年10月19日から 1925年（大正14年）9月28日まで在任した。在任中は研究会に所属した。また幾度も衆議院議員の立候補を勧められたが出馬することはなかった。

## 親族
- 養子 桑原善吉 (11代)（甥・善太郎の長男、岐阜商工会議所会頭）[11]
- 兄 林小一郎（衆議院議員）[4]